# 欣豐虎航
欣豐虎航簡稱虎航，曾用名，是新加坡一家已結業的低成本航空公司，以樟宜國際機場為主要基地。該公司成立於2003年12月，2017年併入酷航前，為新加坡經營載客量最大的低成本航空公司。2006年的載客量已達120萬人次，較前年增長75%。
欣豐虎航是首個以新加坡樟宜國際機場為基地的低成本航廈經營的航空公司，也是新加坡航空的子公司之一，其成本結構僅次於另一新航子公司勝安航空。儘管虎航的競爭對手很多，但虎航仍然重申其服務範圍集中於新加坡附近5小時航程之內的地方，而虎航亦有意收購其它亞洲區的航空公司，以克服其障礙所在。

## 沿革
欣豐虎航成立於2003年12月12日，售票始於2004年8月31日，其開航之初正處在油價急升與對手繁多的困難時期。當時，新加坡航空的子公司勝安航空有時會填補新航的航班空缺，例如澳門航線。但在2004年末，勝安航空停止了澳門航線，使欣豐虎航有機會乘虛而入，三個月後取得澳門航權，在2005年3月25日首飛去澳門。勝安航空亦因為2004年印度洋大地震，而在2005年2月終止喀比航線，使欣豐虎航取得該航權，在同年10月7日首飛去喀比。2005年7月，欣豐虎航宣佈會在10月30日開通「澳門－馬尼拉（克拉克）」航線，暗示虎航將在新加坡附近開闢新基地，使其業務多元化。
2007年2月9日，欣豐虎航宣佈希望在澳大利亚成立專營國內線的航空分公司，與維珍藍航空、澳大利亚航空和捷星航空共同競爭。同年3月16日，欣豐虎航取得澳大利亚當局的許可後，即日成立「澳洲虎航」。2014年10月17日，維珍澳洲控股購買了新加坡航空擁有的澳洲虎航剩餘的40%股權。維珍澳洲控股成為澳洲虎航的唯一所有者。2020年8月，維珍澳大利亞航空控股把已暫停營運的澳洲虎航出售予貝恩資本，同時宣佈澳洲虎航將永久停運。
2007年10月開通印度航線，並且有計劃將航線擴展至馬來西亞，原有的馬尼拉（克拉克）航線則暫停服務。
2007年11月5日，欣豐虎航宣佈將在韓國合資成立一家航空公司，以仁川國際機場作為基地，飛往日本、蒙古、中國和俄羅斯遠東地區。但最後因韓國方面有所異議，導致雙方在2008年底終止計划。

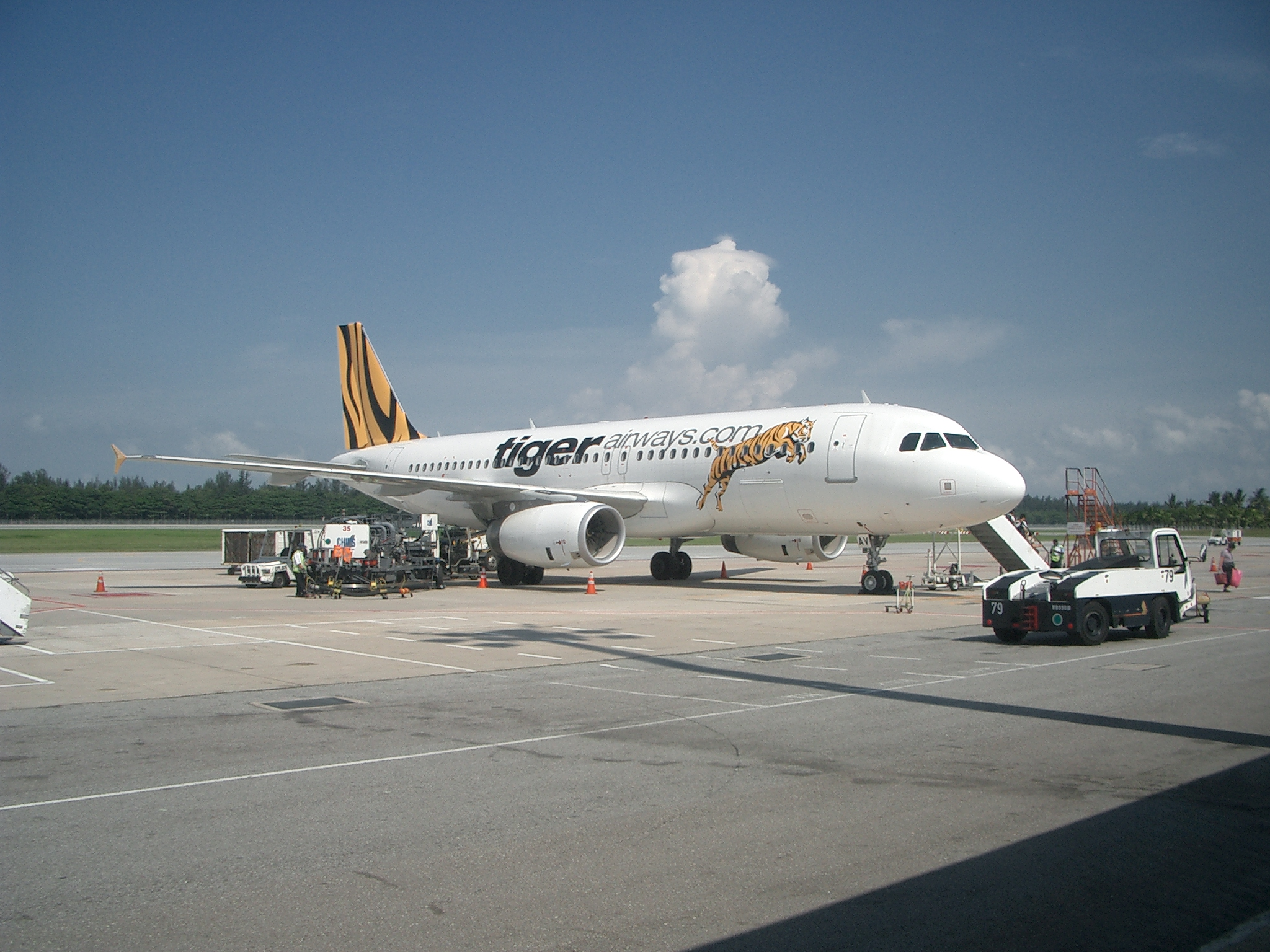
新加坡虎航的空中客車A320

2010年2月1日，「香港－新加坡」航線開通。同年7月2日，欣豐虎航宣布更換品牌名稱，將Tiger Airways改為Tigerair，同時也變更標誌、網站與飛機塗裝。
2013年12月16日，欣豐虎航宣布和臺灣的華航集團共同成立中華民國籍子公司「台灣虎航」，持股比為中華航空80%、華信航空10%、欣豐虎航10%。2016年12月14日，欣豐虎航出售台灣虎航10%股權給中華航空，使得台灣虎航成為由中華航空完全持股的本土廉價航空公司。
2016年11月4日，欣豐虎航宣布，與同為新加坡航空子公司的酷航於2017年7月25日進行合併，並完全改用後者品牌，其自身的「虎航」品牌則會因此而走入歷史。2017年7月25日新加坡航空停用虎航品牌，所有航班以单一品牌酷航运营，但合并后将使用欣丰虎航代码TR执飞所有航班。
2022年1月13日，台灣虎航買下「虎航」與「Tigerair」品牌所有權。「虎航」品牌自此完全轉移到台灣虎航。

## 機隊
直至與酷航合併前，欣豐虎航的機隊如下：
| 飛機             | 運作中 | 訂購中 | 發動機       | 座位（全經濟艙） | 備註 |
| ---------------- | ------ | ------ | ------------ | ---------------- | ---- |
| 空中巴士A319-132 | 2      | 0      | IAE V2524-A5 | 144              |      |
| 空中巴士A320-232 | 21     | 0      | IAE V2527-A5 | 180              |      |

## 另見
- 低成本航空公司列表
- 菲律賓虎航
- 澳洲虎航
- 台灣虎航
- 曼達拉欣豐虎航